# نوكيا 114
نوكيا 114 هو هاتف محمول من نوكيا يعمل بنظام سيمبيان تم الكشف عنه عام 2012، تم طرحه في الأسواق في ديسمبر 2012. الجهاز يعمل بشريحتين للاتصال.

## الخصائص
- نظام التشغيل: سيمبيان
- الكاميرا الأمامية: لا يوجد
- الكاميرا الخلفية: VGA وبدقة وضوح 640*480 بيكسل
- الوزن: 80 جرام
- التخزين الخارجي: 16 ميجا بايت

## التوفر
يتوفر بالألوان: الأسود و السيان